# Jaime Baksht

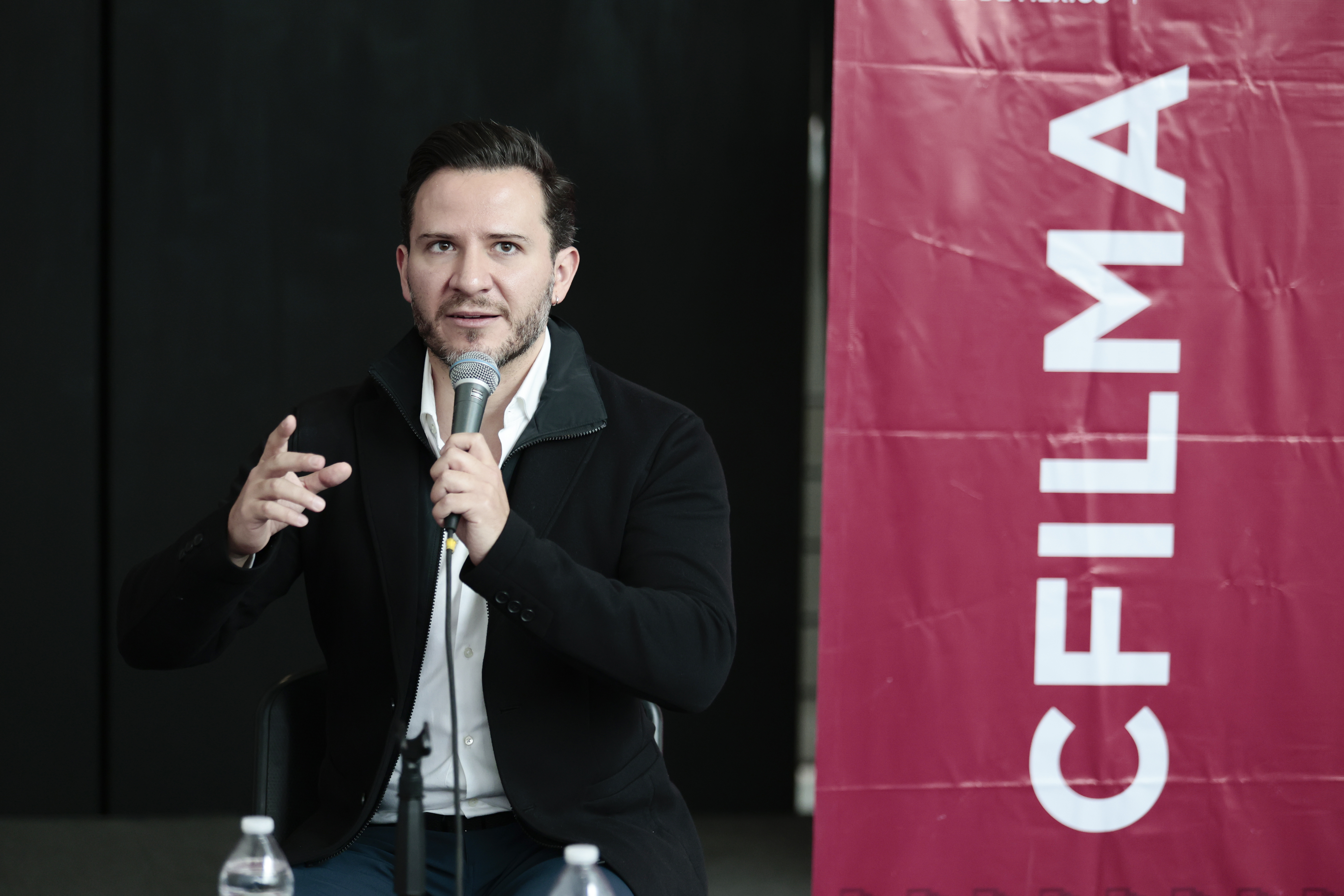
Jaime Baksht

Jaime Baksht ist ein mexikanischer Tonmeister.

## Karriere
Baksht war zum ersten Mal im Jahre 1989 bei der Komödie "Rumbera, caliente als Tonmeister tätig. Seither sind die bekanntesten Werke, in denen er mitgewirkt hat, Sound of Metal (2019), Pans Labyrinth (2006) sowie Apocalypto (2006).
Mehrmals wurde er für den Ariel Award im Bereich Bester Ton nominiert. Hier gewann er jeweils für die Filme Bedtime Fairy Tales for Crocodiles 2002, Zurdo 2004 und die Dokumentation In the Pit 2007 den Preis. Ebenso gewann er den spanischen Filmpreis Goya für Pan's Labyrinth im Jahre 2006.
Im Jahr 2021 wurde er für seine Mitarbeit an Sound of Metal mit dem Oscar in der Kategorie Bester Ton ausgezeichnet und gewann einen British Academy Film Award.

## Nebensächliches
In einem Interview mit Hummingbird Media Inc. berichtete Baksht über seine Präferenz mit der SSL+ Audio Interface Konsole den Ton seiner meisten Arbeiten zu mischen.